# Lakes
|  | Per a altres significats, vegeu «Lakes (desambiguació)». |

Lakes és una concentració de població designada pel cens dels Estats Units a l'estat d'Alaska. Segons el cens del 2000 tenia 6.706 habitants.

## Demografia
Segons el cens del 2000, Lakes tenia 6.706 habitants, 2.217 habitatges, i 1.775 famílies La densitat de població era de 189,7 habitants/km².
Dels 2.217 habitatges en un 46% hi vivien nens de menys de 18 anys, en un 67,9% hi vivien parelles casades, en un 7,9% dones solteres, i en un 19,9% no eren unitats familiars. En el 14,3% dels habitatges hi vivien persones soles el 2,8% de les quals corresponia a persones de 65 anys o més que vivien soles. El nombre mitjà de persones vivint en cada habitatge era de 3 i el nombre mitjà de persones que vivien en cada família era de 3,32.
Per edats la població es repartia de la següent manera: un 33,1% tenia menys de 18 anys, un 6,6% entre 18 i 24, un 30,6% entre 25 i 44, un 24,9% de 45 a 60 i un 4,8% 65 anys o més.
L'edat mediana era de 35 anys. Per cada 100 dones hi havia 102,7 homes. Per cada 100 dones de 18 o més anys hi havia 101,8 homes.
La renda mediana per habitatge era de 63.250 $ i la renda mediana per família de 68.893 $. Els homes tenien una renda mediana de 50.378 $ mentre que les dones 30.675 $. La renda per capita de la població era de 23.485 $. Aproximadament el 3,8% de les famílies i el 6,9% de la població estaven per davall del llindar de pobresa.

## Poblacions més properes
El següent diagrama mostra les poblacions més properes.